# Канино (Италия)
 Тази статия е за градчето в Централна Италия.  За селото в Северна Македония вижте Канино.  
Канѝно (на италиански: Canino) е градче и община в Централна Италия, провинция Витербо, регион Лацио. Разположено е на 229 m надморска височина. Населението на общината е 5310 души (към 2010 г.).